# Винилацетат
Винилацетат (этенилэтаноат) -  органическое соединение класса сложных эфиров, прозрачная жидкость с характерным запахом.

## Методы синтеза
- Реакция ацетилена с уксусной кислотой в присутствии катализатора.
- В промышленности винилацетат получают главным образом окислительным присоединением уксусной кислоты к этилену в присутствии солей Pd:

{\displaystyle {\mathsf {2CH_{2}{\text{=}}CH_{2}+2CH_{3}COOH+O_{2}{\xrightarrow[{}]{Pd^{2+}}}2CH_{3}COOCH{\text{=}}CH_{2}+2H_{2}O}}}
Процесс проводят преимущественно на стационарном твердом катализаторе (0,1—2,0 % Pd, нанесенного на Al2O3, SiO2 или др. и модифицированного, например CH3COONa, солями Сu) при 170—200 °С и 0,5—1,0 МПа. Объемное соотношение этилен: пары уксусной кислоты: O2 в исходной смеси ~ 8:4:1. Степень превращения этилена, уксусной кислоты и O2 за проход — 10, 20 и 60—70 %. Основной побочный продукт — CO2; ацетальдегида образуется менее 1 %.
Процесс на гомогенном катализаторе (PdCl2 с CuCl2 в уксусной кислоте с добавками CH3COONa или LiCl) осуществляют при 110—130 °С и 1—3 МПа. Суммарный выход винилацетата и ацетальдегида ~ 90 % в расчете на этилен. Недостаток процесса — высокая коррозионная активность катализатора (требуется аппаратура из титана).
Не утратил значения также способ синтеза винилацетата из ацетилена и уксусной кислоты в присутствии ацетата цинка на активированном угле при 170—220°С. Мольное соотношение Ацетилен:Уксусная кислота составляет (3-5):1; выход винилацетата 95—98 % по уксусной кислоте.

## Применение
В органическом синтезе для введения винильной группы и как мономер для получения поливинилацетата и сополимеров. Например, из сополимеров винилацетата изготавливается универсальный полимерный клей для приклеивания потолочной плитки и плинтусов из пенополистирола.